# Ortler (hora)
Ortler nebo Ortles (německy Ortler, italsky Ortles, 3905 m n. m.) je nejvyšší hora pohoří Ortles. Nachází se v italské provincii Jižní Tyrolsko, v západní části pohoří, v hřebeni zvaném Cattena di Zebrú, kde leží nejvyšší štíty pohoří. 
Ortler je také nejvyšším vrcholem Tyrolska a byl nejvyšším vrcholem Rakouska-Uherska.

## Historie
Do roku 1919 bylo území dnešního jižního Tyrolska součástí Rakouska-Uherska a Ortler byl nejvyšším vrcholem státu. Prvovýstup na vrchol se podařil rakouskému důstojníkovi a lovci kamzíků, Josefu Pichlerovi 27. září 1804 z pověření arcivévody Jana. Výstup byl veden přes těžkou severozápadní hranu „Hinteren Wandeln“ z obce Trafoi. Výstup na jihotyrolský Ortler patřil k nejvýznamnějším alpským událostem své doby. Arcivévoda Jan Rakouský k němu dal popud bezprostředně poté, kdy byl v roce 1800 vylezen Grossglockner, nejvyšší hora v říši jeho bratra. Výstup na Ortler, nejvyšší horu Tyrolska (a do r. 1919, kdy oblast připadla Itálii i nejvyšší horu Rakouska-Uherska) proto arcivévoda považoval za otázku prestiže a vydal proto pokyn důstojníku pověřenému horským průzkumem a mapováním, kterým byl Johannes Nepomuk Gebhard, aby odměnou získal místní horaly k výstupu.
Gebhard podnikl několik neúspěšných pokusů, avšak teprve najmutí Pichlera vedlo k nalezení výstupové trasy. 27. 9. 1804 tak na vrcholu stanulo družstvo ve složení Josef Pichler, Johann Leitner a Johann Klausner. O rok později Pichler na vrchol vynesl vlajku, a v noci rozdělal oheň, pozorovaný z řady míst, čímž jednoznačně vyvrátil všechny později vzniklé pochybnosti o prvním výstupu.

## Cesty
Vysokohorská turistika
Ortler je poměrně často navštěvovaná hora. Normální cesta je těžká vysokohorská turistika a ledovcová túra. Ve skalnaté části, na hřebeni Tabaretta se nachází strmá část zabezpečená řetězy a jedna kratší část bez zajištění, kde je nutno přelézt skálu v obtížnosti II.-III.UIAA (nýty, většina lidí používá k vlastnímu jištění lano). Dále na ledovci přes příkrý sněhový či firnový svah (Bärenloch), který může způsobovat při nedostatku sněhu problémy (mačky a cepín nutné). Poslední část výstupu nad bivakem Lombardi je relativně snadná až k vrcholu, kde je umístěn kříž. Hrozí však propadnutí do velkých nepravidelných ledovcových trhlin. Výhled je daleký a ničím nerušený.
Lezecké
Nejčastější horolezeckou túrou je výstup jihovýchodním hřebenem Hintergrat. Oficiální hodnocení obtížnosti je max. III.UIAA/AD s ledovými pasážemi o strmosti 40–45°. V jednom místě (IV.UIAA) je použito zajištění fixním lanem. Délka výstupu od chaty Coston je přibližně 6 hod.
Populární ledovou túrou je výstup severní stěnou, která je nejdelší svého druhu ve Východních Alpách. Severní stěna má několik variant. Poprvé byla slezena 22. června 1931 Hansem Ertlem a Franzem Schmidem za 17 hodin (strmost do 55 stupňů). Přímou variantu středem stěny vylezli 22. července 1964 Reinhold a Günther Messnerovi (strmost dosahuje v několika krátkých místech 80 stupňů). Dnes se jejich směr leze za 6 hodin z morény pod stěnou na vrchol.

## Chaty

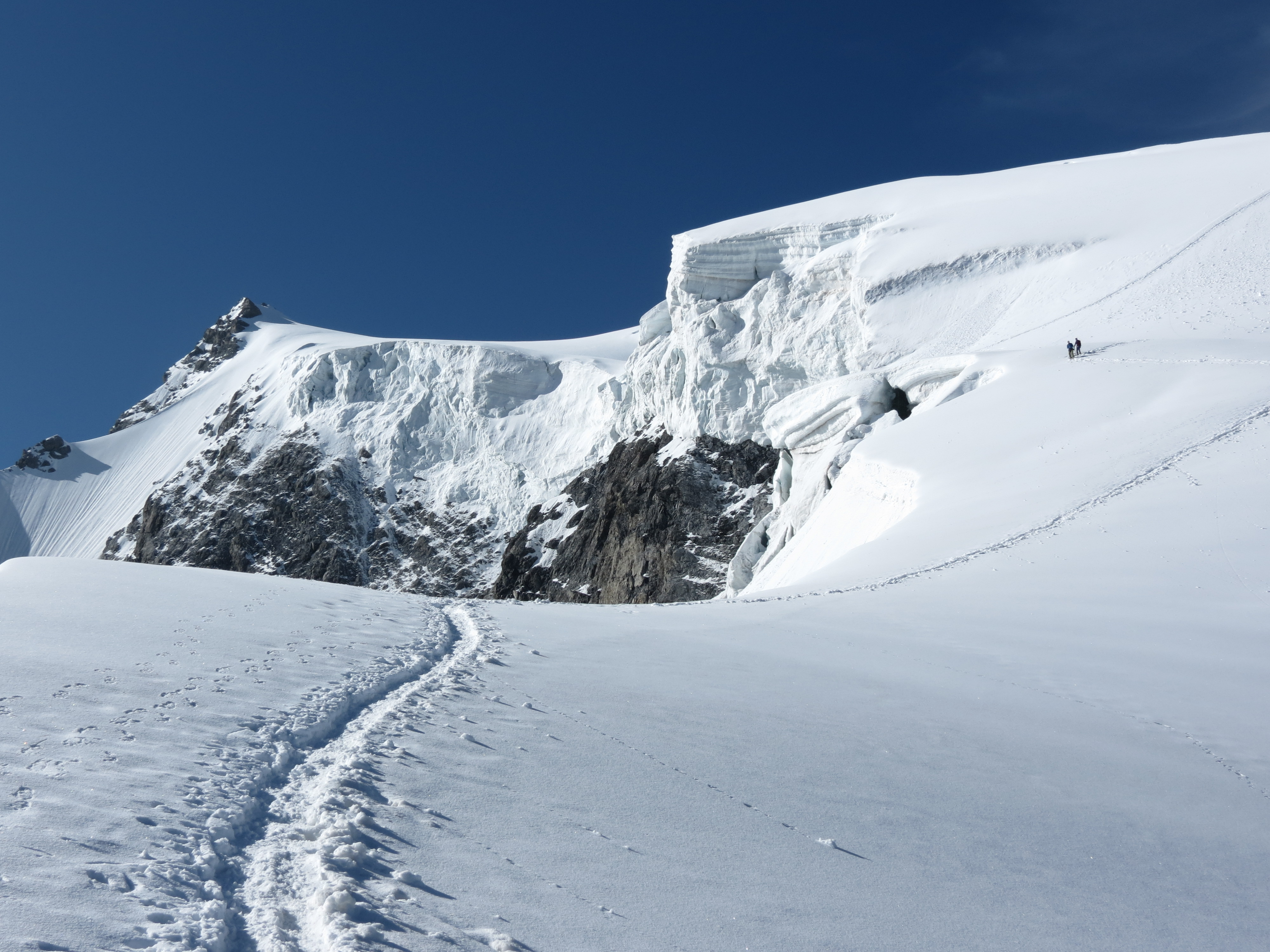
Vrcholová část hory

- Payer Hütte (Rif. Payer) (3029 m) – Chata je ve vlastnictví italské provincie Bolzano Jižní Tyrolsko, o provoz se starají italské horolezecké organizace Club Alpino Italiano a Alpenverein Südtirol. Má kapacitu 60 lůžek a 8 míst ve winterraumu. Chata byla založena již v roce 1875 pražskou sekcí Alpenvereinu. Je pojmenovaná po původem českém horolezci, badateli a polárníkovi – Juliu von Payerovi.
- Tabarettahütte (Rif. Tabaretta) (2556 m) – Kapacita je 40 lůžek. Otevřená od začátku června do poloviny října. Mimo sezonu je otevřený nouzový zimní prostor s postelemi. Dosažitelná ze Soldy za 2 hod. K chatě Payer je to 1,5 hod. a na vrchol Ortler 5 hod. Chata slouží také jako východisko na výstup severní stěnou.
- Bivak Stella Alpina (2481 m) – Dvoupatrové zděné stavení sloužící jako bivak. V roce 2006 značně poškozené (chata postupně opravována).
- Bivak Lombardi (3 315 m) – Plechová bouda sloužící jako nouzová možnost přečkání noci. 8 lůžek a nejnutnější vybavení. Otevřen stále. Nachází se na skalní vyvýšenině Tschierfeck ve spodní části ledovce Vedretta Alta dell Ortles. Dostupný je pouze s horolezeckým vybavením.
- Hintergrat Hütte (Rif. Coston) (2661 m) – Horská chata ležící pod známým hřebenem Hintergrat, využívaná především horolezci, připravující se na výstup tímto hřebenem (III.UIAA). Kapacita 70 lůžek. Dosažitelná ze Soldy za 2 hod. Výstup na Ortler hřebenem Hintergrat 5-6 hod.